# National Film Award/Beste Musik
Die Gewinner des indischen National Film Award der Kategorie Beste Musik (Best Music Direction) waren:
| Jahr | Komponist                 | Film                                          | Sprache     |
| ---- | ------------------------- | --------------------------------------------- | ----------- |
| 1967 | K. V. Mahadevan           | Kandan Karunai                                | Tamilisch   |
| 1968 | Kalyanji-Anandji          | Saraswati Chandra                             | Hindi       |
| 1969 | S. Mohinder               | Nanak Nam Jahaz Hai                           | Panjabi     |
| 1970 | Madan Mohan               | Dastak                                        | Hindi       |
| 1971 | Jaidev                    | Reshma Aur Shera                              | Hindi       |
| 1972 | Sachin Dev Burman         | Zindagi Zindagi                               | Hindi       |
| 1973 | Satyajit Ray              | Ashani Sanket                                 | Bengalisch  |
| 1974 | Anand Shankar             | Chorus                                        | Hindi       |
| 1975 | Bhupen Hazarika           | Chameli Memsaab                               | Assamesisch |
| 1976 | B. V. Karanth             | Rishya Shringa                                | Kannada     |
| 1977 | B. V. Karanth             | Ghattashraddha                                | Kannada     |
| 1978 | Jaidev                    | Gaman                                         | Hindi       |
| 1979 | K. V. Mahadevan           | Shankarabharanam                              | Telugu      |
| 1980 | Satyajit Ray              | Hirak Rajar Deshe                             | Bengalisch  |
| 1981 | Khayyam                   | Umrao Jaan                                    | Hindi       |
| 1982 | Ramesh Naidu              | Megha Sandesam                                | Telugu      |
| 1983 | Ilaiyaraaja               | Saagara Sangamam                              | Telugu      |
| 1984 | Jaidev                    | Ankahee                                       | Hindi       |
| 1985 | Ilaiyaraaja               | Sindhu Bhairavi                               | Tamilisch   |
| 1986 | M. Balamuralikrishna      | Madhvacharya                                  | Kannada     |
| 1987 | Vanraj Bhatia             | Tamas                                         | Hindi       |
| 1988 | Ilaiyaraaja               | Rudraveena                                    | Telugu      |
| 1989 | Sher Choudhury            | Wosobipo                                      | Karbi       |
| 1990 | Hridaynath Mangeshkar     | Lekin...                                      | Hindi       |
| 1991 | Rajat Dholakia            | Dharavi                                       | Hindi       |
| 1992 | A. R. Rahman              | Roja                                          | Tamilisch   |
| 1993 | Johnson                   | Ponthan Mada                                  | Malayalam   |
| 1994 | Bombay Ravi               | Sukrutham Parinayam                           | Malayalam   |
| 1995 | Hamsalekha                | Sangeetha Sagara Gaanayogi Panchakshara Gavai | Kannada     |
| 1996 | A. R. Rahman              | Minsara Kanavu                                | Tamilisch   |
| 1997 | M. M. Keeravani           | Annamayya                                     | Telugu      |
| 1998 | Vishal Bharadwaj          | Godmother                                     | Hindi       |
| 1999 | Ismail Darbar             | Hum Dil De Chuke Sanam                        | Hindi       |
| 2000 | Anu Malik                 | Refugee                                       | Hindi       |
| 2001 | A. R. Rahman              | Lagaan                                        | Hindi       |
| 2002 | A. R. Rahman              | Kannathil Muthamittal                         | Tamilisch   |
| 2003 | Shankar-Ehsaan-Loy        | Kal Ho Naa Ho                                 | Hindi       |
| 2004 | Vidyasagar                | Swarabhishekam                                | Telugu      |
| 2005 | Lalgudi Jayaraman         | Sringaram                                     | Tamilisch   |
| 2006 | Ashok Patki               | Antarnad                                      | Konkani     |
| 2007 | Ouseppachan               | Ore Kadal                                     | Malayalam   |
| 2008 | Ajay Gogawle Atul Gogawle | Jogva                                         | Marathi     |

Derzeit erhält der Gewinner einen Rajat Kamal und ein Preisgeld von 50.000 Rupien.